# Éric Leblacher
Éric Leblacher est un coureur cycliste français né le 21 mars 1978 à Meaux, en Seine-et-Marne.
Coureur professionnel de 2002 à 2006, il intègre la direction des sports de la ville de Meaux en juillet 2007.

## Biographie
Éric Leblacher commence le cyclisme en 1985 à l'ESC Meaux, dans sa ville natale. Il passe à l'A.S. Corbeil-Essonnes en mai 1997, puis au C.M. Aubervilliers 93 en 1999. Vainqueur du championnat de France du contre-la-montre par équipes en 2001, il intègre l'équipe Crédit agricole en tant que stagiaire au mois de septembre. En 2002, il intègre l'équipe cycliste espoir du Crédit agricole, avec laquelle il remporte Bruxelles-Opwijk et une étape du Circuit des Ardennes.
En 2003, Éric Leblacher monte dans l'équipe première du Crédit agricole. En 2004, il est sélectionné en équipe de France pour la course en ligne des championnats du monde sur route par Frédéric Moncassin, convaincu par sa quatrième place au Tour de Grande-Bretagne au début du mois de septembre. Il prend la 75e place de l'épreuve.
En 2006, il quitte cette équipe pour rejoindre l'équipe La Française des Jeux. Après avoir remporté une étape de l'étoile de Bessèges et pris la 33e place du Tour d'Espagne, il refuse un nouveau contrat et met un terme définitif à sa carrière de coureur professionnel en octobre 2006 à l'âge de 28 ans. Il continue sa carrière sportive en amateur avec son club de l'ESC Meaux. Il se lance dans la course à pied et le duathlon. Parallèlement, il intègre la direction des sports de la ville de Meaux en juillet 2007.
En juin 2008, il est victime d'une chute grave en compétition, qui lui cause une fracture ouverte multiple tibia-péroné.
En 2009, après 15 mois de rééducation, il s'impose sur les 24 heures du Mans cycliste en catégorie duo après avoir remporté la montée cycliste de l'Alpe d'Huez. Il signe par ailleurs avec le Team cycliste Bianchi avec qui, entre autres, il totalise 11 succès en 2010. En course à pied, il dispute aussi les marathons et signe un 2 h 41 min 30 s à La Rochelle en novembre 2012. En 2013, il se lance dans des épreuves trails avec la perspective de prendre part à l'ultra trail du Mont Blanc. Il est licencié à l'EFSRA club athlétisme de Reims.
Il a depuis pris part à 3 éditions du tour cycliste du Mont Blanc avec 1 victoire et 2 places de 2e. Il a par ailleurs intégré l'équipe des consultants sportifs de la chaîne de télévision thématique sportive Sport+ et est essayeur pour le magazine Le Cycle.
Avide d'exploits solitaires, il enchaîne en juillet 2012 le Tour du Mont Blanc Cycliste (330 km / 8 000 m de dénivelé) où il se classe second et le Raid Extreme Vosgien (615 km / 13 000 m de dénivelé) où il sort vainqueur. Les 30 et 31 août 2012, il réalise le premier record d'ascensions de l'Alpe d'Huez en moins de 24 h sans assistance: 14 ascensions en 22 h 11 min.
En 2013, il remporte 2 titres de champion de France de duathlon GA et s'impose sur le duathlon international de l'Alpe d'Huez.
En avril 2015, il participe au Marathon des Sables (250 km en autonomie dans le désert sud Marocain) et termine 85e.
En 2016, il remporte les 24 h vélo du Castellet en solitaire avant de triompher de nouveau sur le Raid Extreme Vosgien (570 km, 12 500 m de dénivelé).
En 2017, il remporte le titre de Champion de France de duathlon GA distance M à Meaux dimanche 19 mars. Il est ensuite finisher de son 2e Marathon des Sables et s'aligne vendredi 1er septembre au départ de l'Ultra trail du Mont Blanc. Jamais un coureur cycliste professionnel français n'a pris part à cette épreuve.
En 2020, il participe à La Race Across France épreuve cycliste de 2 600 km sans assistance, de Mandelieu au Touquet. Après 6 jours, 6h 24 minutes et 53 secondes, il prend la 6e place
Après une seconde participation à l'Ultra Trail du Mont Blanc, au Raid de l'Archange 300km, à la Lyon Sainté Lyon et à la DIM 205km à pied, il remporte la Race Across Paris 1000km à vélo samedi 30 avril après 39h51 d'effort.
Éric Leblacher est un parrain de l'association ELA qui lutte contre les maladies leucodystrophies.

## Palmarès

### Palmarès amateur
| - 1997 - 2e du championnat d'Île-de-France de cyclo-cross espoirs - 1998 - Champion d'Île-de-France de cyclo-cross espoirs - 1999 - 2e du championnat d'Île-de-France de cyclo-cross espoirs - 2000 - Championnat d'Île-de-France sur route - 3ea étape du Tour de Catalogne de l'Avenir - 2e des Boucles catalanes - 3e de La Tramontane - 3e de Paris-Évreux - 3e de Paris-Laon - 3e du championnat d'Île-de-France de cyclo-cross | - 2001 - Grand Prix de Peymeinade - 1re (contre-la-montre) et 3e étapes du Tour du Chablais - 2e de la Ronde des Pyrénées - 2e du Circuit des Deux Provinces - 2002 - Bruxelles-Opwijk - 4e étape du Circuit des Ardennes |

### Palmarès professionnel
- 2006
  - 3e étape de l'Étoile de Bessèges

## Résultats sur le Tour d'Espagne
2 participations
- 2005 : abandon sur chute (10e étape)
- 2006 : 33e